# Real Madrid Baloncesto 2024-2025
Questa voce raccoglie le informazioni riguardanti il Real Madrid Baloncesto nelle competizioni ufficiali della stagione 2024-2025.

## Stagione
La stagione 2024-2025 del Real Madrid Baloncesto è la 69ª nel massimo campionato spagnolo di pallacanestro, la Liga ACB.

## Roster
Aggiornato al 13 agosto 2024.
| Real Madrid 2024-25 | Real Madrid 2024-25 |
| Giocatori           | Staff tecnico       |
| ------------------- | ------------------- |

| N. | Naz.                                           | Ruolo | Nome                | Anno | Alt.   | Peso   |  |
| -- | ---------------------------------------------- | ----- | ------------------- | ---- | ------ | ------ |  |
| 4  | Stati Uniti (bandiera)                         | P     | Dennis Smith        | 1997 | 189 cm | 93 kg  |  |
| 6  | Spagna (bandiera)                              | AP    | Alberto Abalde      | 1995 | 202 cm | 95 kg  |  |
| 7  | Argentina (bandiera) · Spagna (bandiera)       | P     | Facundo Campazzo    | 1991 | 180 cm | 84 kg  |  |
| 8  | Canada (bandiera)                              | G     | Xavier Rathan-Mayes | 1994 | 192 cm | 94 kg  |  |
| 9  | Spagna (bandiera)                              | A     | Hugo González       | 2006 | 198 cm |        |  |
| 11 | Croazia (bandiera) · Spagna (bandiera)         | A     | Mario Hezonja       | 1995 | 206 cm | 110 kg |  |
| 13 | Bosnia ed Erzegovina (bandiera)                | GA    | Džanan Musa         | 1999 | 205 cm | 101 kg |  |
| 14 | Argentina (bandiera)                           | A     | Gabriel Deck        | 1995 | 198 cm | 105 kg |  |
| 16 | Spagna (bandiera)                              | AG    | Usman Garuba        | 2002 | 203 cm | 104 kg |  |
| 18 | Rep. del Congo (bandiera) · Spagna (bandiera)  | C     | Serge Ibaka         | 1989 | 210 cm | 108 kg |  |
| 20 | Angola (bandiera)                              | C     | Bruno Fernando      | 1996 | 206 cm | 110 kg |  |
| 22 | Capo Verde (bandiera) · Spagna (bandiera)      | C     | Walter Tavares      | 1992 | 220 cm | 125 kg |  |
| 23 | Spagna (bandiera)                              | G     | Sergio Llull (C)    | 1987 | 190 cm | 94 kg  |  |
| 24 | Rep. Dominicana (bandiera) · Spagna (bandiera) | P     | Andrés Feliz        | 1997 | 188 cm | 88 kg  |  |
| 30 | Senegal (bandiera) · Spagna (bandiera)         | AC    | Eli Ndiaye          | 2004 | 204 cm | 95 kg  |  |

| Allenatore |
| - Chus Mateo                                                                                                  |
| Assistente/i                                                                                                  |
| - Isidoro Calín - Guillermo Frutos - Paco Redondo Legenda - (C) Capitano - (IN) Inattivo - Infortunato Roster |

## Mercato

### Sessione estiva
| Acquisti | Acquisti            | Acquisti           | Acquisti   | Acquisti |
| R.a      | Nome                | da                 | Modalità   |          |
| -------- | ------------------- | ------------------ | ---------- | -------- |
| P        | Andrés Feliz        | Joventut Badalona  | svincolato |          |
| G        | Xavier Rathan-Mayes | Enisey Krasnojarsk | svincolato |          |
| AG       | Usman Garuba        | G.S. Warriors      | svincolato |          |
| C        | Serge Ibaka         | Bayern Monaco      | svincolato |          |

| Cessioni | Cessioni           | Cessioni           | Cessioni       | Cessioni |
| R.       | Nome               | a                  | Modalità       |          |
| -------- | ------------------ | ------------------ | -------------- | -------- |
| P        | Carlos Alocén      | Gran Canaria       | fine contratto |          |
| P        | Sergio Rodríguez   |                    | ritirato       |          |
| GA       | Fabien Causeur     | Olimpia Milano     | fine contratto |          |
| GA       | Rudy Fernández     |                    | ritirato       |          |
| AG       | Guerschon Yabusele | Philadelphia 76ers | rescissione    |          |
| C        | Vincent Poirier    | Anadolu Efes       | fine contratto |          |

### Dopo l'inizio della stagione
| Acquisti | Acquisti       | Acquisti       | Acquisti        | Acquisti   |
| R.       | Nome           | da             | Data            | Modalità   |
| -------- | -------------- | -------------- | --------------- | ---------- |
| P        | Dennis Smith   | Wisconsin Herd | 16 gennaio 2025 | svincolato |
| C        | Bruno Fernando | Free agent     | 24 gennaio 2025 | svincolato |

| Cessioni | Cessioni     | Cessioni   | Cessioni         | Cessioni    |
| R.       | Nome         | a          | Data             | Modalità    |
| -------- | ------------ | ---------- | ---------------- | ----------- |
| P        | Dennis Smith | Free agent | 28 febbraio 2025 | rescissione |